# 랜도 노리스
랜도 노리스(Lando Norris, 1999년 11월 13일~)는 영국의 자동차 경주 선수이다. 현재 맥라렌 소속으로, 포뮬러 원에 영국 국적으로 출전하고 있다.
카트로 모터스포츠에 입문하여 2015년 MSA 포뮬러 챔피언십 우승, 2016년 토요타 레이싱 시리즈, 유로컵 포뮬러 르노 2.0과 포뮬러 르노 2.0 북유럽컵을 우승했다. 2017년 맥라렌 영 드라이버 프로그램에 참여하였고 FIA 포뮬러 3 유러피언 챔피언십에서 칼린 모터스포트 소속으로 우승했다. 2018년 포뮬러 2로 옮겨 조지 러셀에 이은 2위로 시즌을 마쳤다. 맥라렌 소속, 카를로스 사인스 주니어의 팀메이트로 2019년 시즌에 포뮬러 원에 데뷔했다. 2020년 오스트리아 그랑프리에서 첫 포디엄, 2021년 러시아 그랑프리에서 첫 폴 포지션을 달성했으며 2024년 마이애미 그랑프리에서 첫 우승을 달성했다. 현재 노리스는 2027년 말까지 맥라렌에 남을 예정이다.

## 생애
랜도 노리스는 브리스틀에서 아담 노리스와 시스카 노리스 사이에서 태어났다. 그의 아버지는 은퇴한 연금 관리자이며, 브리스틀에서 가장 부유한 사람들 중 한 명이다. 그의 어머니 시스카는 벨기에의 플란데런 출신이다. 노리스는 4남매 중 둘째로 여동생 플로와 시스카, 그리고 2014년까지 경쟁적인 수준의 레이싱 카트에 참여했던 형 올리버가 있다. 노리스는 영국 시민권과 벨기에 시민권을 모두 가지고 있으며, 약간의 플람스어도 구사할 수 있다. 노리스는 어린 시절에 승마, ATV, 오토바이 라이딩에 도전했으나, 아버지가 7살에 데려간 영국 레이싱 카트 전국 선수권 대회를 관람한 후 카트로 전향했다.[10] 노리스는 서머싯주에 있는 밀필드 학교에서 교육을 받았다. 그는 GCSE(일반중등교육학력인정시험)를 받지 않고 학교를 떠났지만, 물리학과 수학은 개인 교사와 함께 공부했다. 그의 가족은 나중에 그가 통학생이 되는 것을 허락하고 그의 레이싱 경력을 위해 글래스턴베리로 이사했다. 이후 처음 F1 드라이버가 되었을때 맥라렌의 본사 근처에 위치한 워킹에 거주했지만, 재정적인 이유로 2022년에 모나코로 이주했다.
노리스는 2021년 8월부터 2022년 9월까지 포르투갈의 모델 루이자 올리베이라와 교제했다. 노리스는 자신과 그의 전 여자친구가 악플러들로부터 욕설과 살해 위협을 받았다고 밝혔다.